# Африканское мусульманское агентство
Африканское мусульманское агентство (АМА) (араб. الوكالة الإسلامية الأفريقية‎; англ. Africa Muslims Agency) — международная, гуманитарная, мусульманская организация, созданная 1981 году в Кувейте с целью развития и поощрения ислама в Африке. Штаб-квартира Африканского мусульманского агентства находится в Эль-Кувейте, представительства агентства существуют в 34 странах Африки.

## История
Организация Африканское мусульманское агентство была основана в 1981 году. Первым руководителями агентства были доктор Абдуррахман ас-Сумейт и Мухаммад Фарид Чунара. АМА участвовала в проектах по оказанию помощи в охваченных голодом районах в различных частях континента. В 1992 году АМА передала более 1000 тонн гуманитарной помощи в Сомали.
В 1998 году Африканское мусульманское агентство получило статус консультанта в совете по экономическим и социальным вопросам Организации Объединенных Наций. В начале 2010 года появлялись сообщения о том, что Африканское мусульманское агентство оказывает финансовую помощь исламистской террористической организации Харакат аш-Шабаб.

## Современное положение
Деятельность АМА предлагает, среди прочего, гуманитарную и социальную помощь, а также строительство школ и больниц.